# دهستان دارنگون
دهستان دارنگون، یکی از دهستان‌های بخش سیاخ دارنگون شهرستان شیراز در استان فارس ایران است. مرکز این دهستان، روستای حسین‌آباد است.

## جمعیت
بر پایه سرشماری عمومی نفوس و مسکن در سال ۱۳۹۵، جمعیت دهستان دارنگون برابر با ۵٬۲۱۲ نفر بوده است.